# Sibongkare
Sibongkare is een bestuurslaag in het regentschap Humbang Hasundutan van de provincie Noord-Sumatra, Indonesië. Sibongkare telt 864 inwoners (volkstelling 2010).